# Federico Ricci (voetballer)
Federico Ricci (Rome, 27 mei 1994) is een Italiaans voetballer die doorgaans als linksbuiten speelt. Hij verruilde AS Roma in juli 2017 voor US Sassuolo.

## Clubcarrière
Ricci komt uit de jeugdacademie van AS Roma. Hij werd voor aanvang van het seizoen 2013/14 bij het eerste elftal gehaald. Op 1 december 2013 debuteerde hij in de Serie A tegen Atalanta Bergamo. Hij viel na 87 minuten in voor Alessandro Florenzi om een 1-0 achterstand in te halen. AS Roma kwam langszij dankzij een treffer van Kevin Strootman in de toegevoegde tijd.

## Interlandcarrière
Op 13 januari 2014 werd Ricci voor het eerst opgeroepen voor Italië –20.
1 Russo ·
2 Missori ·
3 Doig ·
7 Volpato ·
8 Ghion ·
9 Mulattieri ·
10 Berardi ·
11 Boloca ·
12 Satalino ·
14 Obiang ·
15 Pieragnolo ·
17 Paz ·
19 Romagna ·
20 Lovato ·
23 Toljan ·
24 Moro ·
25 D'Andrea ·
26 Odenthal ·
28 Antiste ·
29 Caligara ·
31 Moldovan ·
35 Lipani ·
40 Iannoni ·
42 Thorstvedt ·
45 Laurienté ·
47 Consigli  ·
55 Kumi ·
77 Pierini ·
80 Muharemović ·
Coach: Grosso
· Keeperstrainer: Orlandoni